# Einstand
Einstand – szósty album studyjny węgierskiego zespołu Pa-dö-dő, wydany w 1995 roku na MC i CD nakładem wytwórni BMG.
Album zajął pierwsze miejsce na węgierskiej liście przebojów.

## Lista utworów
1. „Fáj a fejem” (4:06)
2. „Várom a leveled” (3:45)
3. „Van még remény” (4:12)
4. „Állj, most én jövök” (4:05)
5. „Nyitva van a nagyvilág” (4:30)
6. „Bagaméri” (4:37)
7. „Afrika” (3:59)
8. „Hair” (13:10)
9. „450 780 132” (3:31)
10. „Valaki kell, hogy szeressen” (2:24)
11. „Három kívánság” (1:06)
12. „Van még remény (Light Trance Version)” (4:31)
13. „James Taylor” (3:40)
14. „Ultra dal” (1:47)

## Wykonawcy
- Mariann Falusi – wokal
- Györgyi Lang – wokal
- Gábor Madarász – gitara
- Tamás Z. Marosi – instrumenty klawiszowe
- Balázs Éry – instrumenty perkusyjne (1)
- Zsolt Borbély – instrumenty perkusyjne (9)
- Tamás Csejtey – gitara basowa (9)
- Miklós Birta – gitara (9)
- Gábor Kiss – instrumenty klawiszowe (9)
- Ganxsta Zolee – rap (2)